# Honoka
Honoka (穂花) est un écrivain, une actrice japonaise du cinéma, un mannequin de charme et une actrice de films pornographiques très connue et appréciée au Japon. Elle a été récompensée à plusieurs reprises pour ses films.

## Biographie et carrière
Honoka est née le 20 juin 1983 à Tarumizu, Préfecture de Kagoshima, Japon. Elle est infirmière diplômée mais paraît en tant que mannequin sur le circuit de Suzuka lors des Huit Heures d'endurance en juillet 2004. Sportive, elle pratique le tennis, la natation et le volley-ball. Elle se rend également dans les salles présentant des spectacles de Kabuki,,. Amie des idoles Sora Aoi et Nana Natsume, elle fait carrière aussi bien comme actrice de films pornographiques que comme actrice de cinéma traditionnel. Elle a également fait des apparitions à la Télévision Japonaise et écrit quelques romans.
Avant de se tourner vers l'industrie du film pornographique, Honoka tient un petit rôle de secrétaire androïde dans un cosplay, 究極癒し戦隊ヴィーナスエンジェル (L'Ultime Force de Guérison de l'Ange de Vénus), filmé pour le compte de la chaîne de télévision TV Tokyo du 16 février 2004 au 29 mars 2004.

### L'actrice du film pornographique
Honoka commence sa carrière d'actrice de la vidéo pornographique au mois de juin 2004. Elle est affiliée alors aux studios Try-Heart et travaille sous la marque Sexia. Elle paraît dans 10 films de cette firme en dix-huit mois avec une pause de six mois à la fin de l'année 2005. À partir de mars 2006, elle tourne au rythme d'une vidéo par mois, en alternance, pour chacun des studios S1, et Premium. Elle quitte S1 en janvier 2008 pour continuer avec le seul Premium.
Honoka travaille pour des studios orientés vers la pornographie érotique ou glamour,. Elle n'a jamais abordé les genres extrêmes de la pornographie. Très populaire au Japon, elle se classe seconde en 2006 et troisième en 2007 au DMM des 100 meilleures ventes de vidéos pour adultes,.
Honoka fait partie de la compilation diffusée par S1, Hyper – Barely There Mosaic (ハイパーギリギリモザイク), aux côtés de Sora Aoi, Yua Aida, Yuma Asami, Maria Ozawa et Rin Aoki, gagnante de l'AV Open 2006. En 2007, Honoka reçoit le Prix de la Meilleure Actrice lors de la cérémonie des Adult Broadcast Awards. Après avoir embrassé la statuette représentant un pénis, elle déclare « Je n'ai jamais pensé que je serai nommée. Je voudrai dire que je dédie [ce prix] à mes admirateurs ». Elle termine en ajoutant « Je veux encore plus de notoriété dans la vidéo pour adultes » et « Je veux également encourager d'autres filles à faire des efforts pour devenir les meilleures ».

### L'actrice de cinéma
Bien que les vidéos pornographiques tiennent une place prépondérante dans la filmographie de l'actrice, celle-ci a encore tourné des productions érotiques destinées au V-cinema, ainsi que des films classiques. On peut la voir dans une production du très primé réalisateur Toru Kamei, Terebi Bakari Miteruto Bakani Naru (テレビばかり見てると馬鹿になる, Vous devenez idiot à regarder sans arrêt la Télévision), tirée du manga du même nom par Naoki Yamamoto,. Le film est sorti en salle le 9 juin 2007 au Pole Pole Cinéma de Higashi-Nakano (ville) puis, gravé sur DVD, le 25 juillet 2007.
Noburi Iguchi lui offre un rôle important dans son film d'épouvante The Machine Girl (片腕マシンガール, Kataude mashin gâru), Premier prix au festival International du Film Fantastique qui s'est tenu Yubari le 22 mars 2008. Le célèbre « tourniquet » qu'elle imprime à son adversaire avec son soutien-gorge est véritablement impressionnant,. Le DVD est paru le 3 juin 2008.

### L'actrice de la télévision
Honoka tourne en compagnie de Sora Aoi et Yuma Asami, toutes deux actrices de la firme S1, certains épisodes journaliers d'une série télévisée: Les Jours de Gloire de Shimokita (下北, GLORY DAYS). La série, programmée sur les antennes de TV Tokyo, est réalisée à partir d'une manga du même nom. Elle débute au mois d'avril 2006 pour une durée de 12 semaines. Honoka interprète le rôle de Nishina Natsume. L'histoire est celle d'un étudiant rônin qui décide de s'établir à Tokyo et partage une maison avec plusieurs ravissantes femmes.
Elle est également présente dans la comédie romantique Cupid no Itazura (クピドの悪戯) diffusée par TV Tokyo sur une durée de 11 semaines à partir du 13 octobre 2006. Elle raconte l'histoire d'un jeune homme atteint du syndrome des « testicules arc-en-ciel ». Ce dernier limite le nombre de rapports sexuels que le malade peut avoir au cours de sa vie,.
Honoka interprète encore le personnage de Keiko dans le troisième épisode intitulé OL Manager du feuilleton Unusual Story Fall '06 Special Edition (世にも奇妙な物語 '06秋の特別編), diffusé sur les ondes de Fuji TV le 2 octobre 2006.
Enfin, l'actrice est l'invitée d'un certain nombre de variétés télévisées.

### L'écrivain
Honoka a écrit un certain nombre de romans en japonais. Ils sont listés ci-dessous avec leur titre en japonais et en anglais lorsque ce dernier est connu :
- ほのか 白脱衣の天使 (2004)
- ほのか (2004）
- 穂花ファーストムック (2006）
- Love Letter (2006）
- 増刊 穂花 (2006）
- KARAMI (2006）
- Maximum (2007）
- ANAPPLE (2008）

## Filmographie
Cette filmographie est un travail compilatoire réalisé à partir de catalogues publiés sur Internet,.
| Titre du film                                                                                      | Producteur                                      | Réalisateur       | Parution           | Notes                                                                                   |
| Bud 蕾 つぼみ                                                                                      | Try-Heart Sexia SEA-382 (VHS)                   | Saburou Kobayashi | 25 juin 2004       |                                                                                         |
| Whisper - Whisper of Beautiful Breasts Wisper～美（エフ）乳のささやき                              | Try-Heart Sexia SEA-388 (VHS)                   | Saburou Kobayashi | 30 juillet 2004    |                                                                                         |
| The Scent of Temptation 誘惑の香り                                                                 | Try-Heart Sexia SEA-392 (VHS)                   | Saburou Kobayashi | 27 août 2004       |                                                                                         |
| Fact Body                                                                                          | Try-Heart Sexia SEA-397 (VHS)                   | Saburou Kobayashi | 24 septembre 2004  |                                                                                         |
| Sexy Teacher's Secret Spot 女教師の秘蜜                                                            | Try-Heart Sexia SEA-404 (VHS)                   | Masato Ishioka    | 29 octobre 2004    |                                                                                         |
| Ugly Dream 酷夢                                                                                    | Try-Heart Sexia SEA-408 (VHS)                   | Masato Ishioka    | 26 novembre 2004   |                                                                                         |
| Awful とびっきり                                                                                   | Try-Heart Sexia SEA-419 (VHS)                   | Daihonzan Arakawa | 18 février 2005    |                                                                                         |
| RE-SEX 酷夢                                                                                        | Try-Heart Sexia SEA-429 (VHS)                   | Kyosuke Murayama  | 29 avril 2005      |                                                                                         |
| Venus Style                                                                                        | Media Station Cosmos IA-177 (VHS) RMD-335 (DVD) | Eitaro Onuma      | 29 mai 2005        |                                                                                         |
| My Report                                                                                          | Try-Heart Sexia SRV-114                         | Zack Arai         | 17 juin 2005       |                                                                                         |
| Honoka Nude                                                                                        | Shuffle SFLB-027                                | Kousuke Kisaragi  | 25 juin 2005       | Gravure                                                                                 |
| Soap Goddess ソープの女神さま                                                                      | Media Station Cosmos RMD-410                    | Toyozo            | 11 décembre 2005   |                                                                                         |
| Tawdry Goddess ふしだらな女神                                                                      | Try-Heart Sexia SRV-146                         | Yuya Natsuiro     | 20 janvier 2006    |                                                                                         |
| Obscene MAX 猥褻MAX                                                                                | Media Station Cosmos RMD-432                    | Yuya Natsuiro     | 12 février 2006    |                                                                                         |
| Deep Impact - Honoka Sell Debut ディープインパクト 穂花セルデビュー                                | Premium Glamorous PGD-001                       | Tadanori Usami    | 7 mars 2006        |                                                                                         |
| Sell Debut x Risky Mosaic セル初×ギリギリモザイク                                                  | S1 ONED-381                                     | Hideto Aki        | 19 mars 2006       |                                                                                         |
| Honoka Support - Your Masturbation Time 穂花がサポート アナタのオナニータイム                      | Premium Glamorous PGD-006                       | Tadanori Usami    | 7 avril 2006       |                                                                                         |
| Sex on the Beach, Southern Island Pakopako! SEX ON THE BEACH～南の島でパコパコ！                   | S1 ONED-422                                     | Hideto Aki        | 7 mai 2006         |                                                                                         |
| Best Selection ベストセレクション                                                                  | Media Station Cosmos MDS-360                    |                   | 26 mai 2006        | Compilation                                                                             |
| Premium Beauty プレミアム・ビューティー                                                            | Premium Glamorous PGD-016                       | Tadanori Usami    | 7 juin 2006        | Avec Sayuki                                                                             |
| Six Costumes Pakopako! 6つのコスチュームでパコパコ！                                               | S1 ONED-475                                     | Kingdom           | 7 juillet 2006     |                                                                                         |
| Glamorous Sex グラマラス・セックス                                                                 | Premium Glamorous PGD-026                       | Zack Arai         | 7 août 2006        |                                                                                         |
| Hyper – Barely There Mosaic ハイパーギリギリモザイク                                               | S1 ONSD-028                                     |                   | 7 août 2006        | Compilation Avec Sora Aoi, Yua Aida, Maria Ozawa & Rei Aoki, gagnante de l'AV Open 2006 |
| Delusional Special Bath 妄想的特殊浴場                                                             | S1 ONED-524                                     | Hideto Aki        | 7 septembre 2006   |                                                                                         |
| Lascivious Nurse 痴女ナース                                                                        | Premium Glamorous PGD-036                       |                   | 7 octobre 2006     |                                                                                         |
| |                                                 |                   |                    |                                                                                         |
| Pakopako Newlywed Life With Honoka 穂花とのパコパコ新婚生活                                        | S1 ONED-587                                     | Ishibashi Wataru  | 7 novembre 2006    |                                                                                         |
| Alluring Female Teacher 誘惑女教師                                                                 | Premium Glamorous PGD-050                       |                   | 7 décembre 2006    |                                                                                         |
| Pakopako Via Swimsuit 水着でパコパコしよっ                                                         | S1 ONED-647                                     | Ishibashi Wataru  | 7 janvier 2007     |                                                                                         |
| Kissing, Fellatio, Top to Bottom Lip 接吻、フェラチオ、全身リップ。                                | Premium Glamorous PGD-066                       | Kyosei            | 7 février 2007     |                                                                                         |
| Living With Yuma and Honoka ゆまと穂花との共同生活                                                 | S1 ONED-698                                     | Hideto Aki        | 7 mars 2007        | Avec Yuma Asami                                                                         |
| Premium Digital Mosaic - Honoka Special プレミアデジタルモザイク 穂花スペシャル                    | Premium Glamorous PGD-082                       | Tadanori Usami    | 7 avril 2007       |                                                                                         |
| BakoBako Gangbang 28 バコバコ乱交28                                                                | S1 ONED-743                                     | KENGO             | 7 mai 2007         |                                                                                         |
| Extremely Lewd Fantastic Body 超淫らな絶品ボディー                                                 | Premium Glamorous PGD-102                       | Zack Arai         | 7 juin 2007        |                                                                                         |
| Lewd Flesh 5 淫らな肉体5                                                                           | S1 ONED-784                                     | Midori Kohaku     | 7 juillet 2007     |                                                                                         |
| Honoka's Alluring Flight 穂花の誘惑フライト                                                        | Premium Glamorous PGD-121                       | Zack Arai         | 7 août 2007        |                                                                                         |
| Digital Channel DC41                                                                               | Idea Pocket Supreme SUPD-041                    | Alala Kurosawa    | 1er septembre 2007 |                                                                                         |
| Together With Teacher Honoka - Women's Perverted Nursery 穂花センセイといっしょ オトナの変態保育園 | Premium Glamorous PGD-134                       | Kyosei            | 7 octobre 2007     |                                                                                         |
| Repeated Death, Grand Orgasm 繰り返す昇天、壮絶アクメ。                                            | S1 ONED-865                                     |                   | 7 novembre 2007    |                                                                                         |
| Special Bath House Tsubaki ハイパー×ギリギリモザイク 特殊浴場TSUBAKI8時間                          | S1 ONED-891                                     | Hideto Aki        | 7 décembre 2007    |                                                                                         |
| Alluring Female Teacher Vol.2 誘惑女教師 第二章                                                    | Premium Glamorous PGD-144                       | Tadanori Usami    | 7 décembre 2007    |                                                                                         |
| Hyper Risky Mosaic MV ハイパーギリギリモザイクMV                                                   | S1 ONED-901                                     | Hideto Aki        | 7 janvier 2008     |                                                                                         |
| Harem of Amazones ハーレム・オブ・アマゾネス                                                       | Premium Glamorous PGD-159                       | Zack Arai         | 7 février 2008     | Avec Ann Nanba & Karen Kisaragi                                                         |
| Premium Stylish Soap                                                                               | Premium Glamorous PGD-167                       | K.C.Takeda        | 7 mars 2008        |                                                                                         |
| Sexual Desire Godess Honoka in New York 情欲の女神 穂花 in ニューヨーク                            | Premium Glamorous PGD-176                       | Zack Arai         | 7 avril 2008       |                                                                                         |
| S1 Girls Collection: Hyper-Risky Mosaic 8 Hours S1 GIRLS COLLECTION ハイパーギリギリモザイク8時間  | S1 ONSD-188                                     |                   | 19 avril 2008      | Compilation                                                                             |
| Teacher Honoka's Tempting Lesson 穂花先生の誘惑授業                                                | Idea Pocket Tissue IPTD-350                     | Kyosei            | 1er mai 2008       |                                                                                         |
| Honoka's Masochistic Man Torture Special! 穂花M男責めスペシャル！                                  | Premium Glamorous PGD-188                       | Zack Arai         | 7 juin 2008        |                                                                                         |
| Honoka's Fascinate Instructor 穂花M男責めスペシャル！                                              | Premium Glamorous PGD-198                       | Zack Arai         | 7 juillet 2008     |                                                                                         |
| Beauty Venus 2 穂花M男責めスペシャル！                                                             | Idea Pocket Tissue IPSD-030                     | Tadanori Usami    | 1er août 2008      | Avec Koisaya & Rei Matsushita                                                           |
| Glamorous Sex 6 穂花グラマラス6本番スーパーラグジュアリー                                          | Premium Glamorous PGD-213                       | Zack Arai         | 7 septembre 2008   |                                                                                         |
| Twinkle Girlfriend 穂花が100％彼女目線でアナタとHな同棲生活。                                      | Premium Glamorous PGD-220                       | Zack Arai         | 7 octobre 2008     |                                                                                         |

## Sources
- « S1 Profile & Filmography », www.s1s1s1.com (consulté le 14 octobre 2008) (en)
- « Premium Profile & Filmography », www.premium-beauty.com (consulté le 14 octobre 2008) (ja)
- « Try-Heart Profile & Filmography »,  (consulté le 14 octobre 2008) (ja)
- « YouTube - Honoka in New York », YouTube (consulté le 14 octobre 2008)